# Robert Auboyneau
Pour les articles homonymes, voir Auboyneau.
Robert Auboyneau, né à Béziers, Hérault le 19 novembre 1927 à Béziers et mort le 23 mai 1974 à Marseillan, est un journaliste et acteur. Il fut le premier reporter occidental à pouvoir pénétrer en URSS après la mort de Joseph Staline.
Il fut marié à Juliette Mayniel.

## Filmographie
- 1948 : Aller et retour d'Alexandre Astruc (court métrage)
- 1950 : Désordre de Jacques Baratier (court métrage documentaire où il tient son propre rôle)
- 1949 : Occupe-toi d'Amélie de Claude Autant-Lara : Adonis
- 1952 : Les Sept Péchés capitaux de Claude Autant-Lara : le jeune homme (sketch L'Orgueil)
- 1955 : French Cancan de Jean Renoir : le liftier

## Roman
La Gamelle dans le dos, Robert Auboyneau et Jean Verdier, Fayard, 1972. Prix Maison de la Presse 1972, catégorie Documents.

## Prix
Prix Maison de la Presse 1972 pour La Gamelle dans le dos, catégorie ''Documents''.